# Gesamtschule Langerfeld
Die Gesamtschule Wuppertal-Langerfeld (oft nur Gesamtschule Langerfeld) ist eine in der Sekundarstufe I sechszügige integrierte Gesamtschule mit drei- bis vierzügiger Gymnasialer Oberstufe im Ganztagsbetrieb. Sie befindet sich im Wuppertaler Stadtteil Langerfeld.

## Geschichte
Am 22. August 1988 startete die Gesamtschule mit fünf Klassen und 14 Lehrern in den Räumen des Pavillons der auslaufenden Hauptschule (heute Haus 2). Um 1990 übernahm sie das Nachbargebäude der damaligen Schule für Lernbehinderte und ist bis heute das Hauptgebäude der Schule (heute Haus 1). Zwei Jahre später wurde auf einem Teil des früheren Schulhofs der Neubau des Hauses 3 in Betrieb genommen. In der Bausubstanz dieses Gebäudes merkt man heute noch die damaligen Korruptionsskandale im Baubereich der Stadtverwaltung an. Nach einer Kernsanierungsmaßnahme des Hauses 1 im Jahr 2001 konnte die Schulbibliothek in das Zentrum der Schule umziehen und nebenbei entstand das Erdgeschoss des Hauses 4. Seit 2002 wird die Schulbibliothek von Müttern der Schüler ehrenamtlich geführt, weil die Bibliotheksmitarbeiterinnen der Wuppertaler Schulbibliotheken in die Stadtteilbibliotheken versetzt wurden.
Im Jahr 2009 entschied sich die Stadt wegen der anhaltend hohen Anmeldeanträge, die Gesamtschule Langerfeld ab dem Schuljahr 2009/10 von fünf auf sechs Parallelklassen zu erweitern. In diesem Zusammenhang entstand die erste Etage des Hauses 4. Ende Februar 2014 wurde mit dem Bau der neuen 3,6 Millionen Euro teuren, modernen Dreifachturnhalle begonnen, die auch von Sportvereinen genutzt werden kann. Die Dreifachturnhalle wurde im Oktober 2014 eingeweiht. Im Anschluss soll die vorhandene Turnhalle des Hauses 1 in eine Aula umgewandelt werden, die auch als Treffpunkt für den Stadtteil Langerfeld dienen soll. Dazu wurden 2,511 Millionen Euro an EU-Fördermitteln zur Verfügung gestellt.
Seit der Gründung ist sie eine sehr nachgefragte Schule und hat jedes Jahr ungefähr 220 bis 290 Anmeldungen bei der eine erhebliche Zahl von Schülern wegen Platzmangel immer wieder abgewiesen werden muss.
Die bisherigen Schulleiter waren Heidemarie Schäfers (1988–1998) und Rainer Dahlhaus (1998–2015). Der aktuelle Schulleiter ist Claus Baermann.

## Gebäude
Die Gesamtschule Langerfeld ist in fünf Gebäude unterteilt:
- Im Haus 1, der ehemaligen Schule für Lernbehinderte, befinden sich heute die Schulverwaltung, die Schulbibliothek, Informatik-, Technik-, Naturwissenschafts-, Musik- und Kunsträume und die Aula der Schule.
- Im Haus 2 und im dazugehörigen Pavillon, der ehemaligen Hauptschule sind die Jahrgänge fünf und sechs untergebracht.
- Im Haus 3 findet man die Klassenräume der Jahrgänge neun und zehn, weitere Naturwissenschaftsräume, einen Informatikraum und die Mensa.
- Im Haus 4 sind die Jahrgänge sieben und acht, die Oberstufenjahrgänge elf bis 13, eine Cafeteria, ein kleiner Schulgarten und weitere Informatikräume zu finden.
- Haus 5 ist die neu errichtete Dreifachturnhalle.

## Pädagogische Arbeit und Angebote
Außerhalb der Schulzeiten werden Arbeitsgemeinschaften, unter anderem die „DELF-AG“ angeboten. In der DELF-AG werden die teilnehmenden Schüler auf die DELF-Prüfung vorbereitet und erhalten bei Bestehen dieser Prüfung ein Zertifikat.
Die Schule nimmt seit September 2011 gemeinsam mit europäischen Schulen am Comenius-Programm teil, dessen Ziel es ist, die Zusammenarbeit von Schulen aller Schulstufen und Schulformen innerhalb der Europäischen Union sowie die Mobilität von Schülern und Lehrern zu fördern. In der ersten Partnerschaft war das Ziel des Projektes, dass die Gesamtschule-Langerfeld mit den Partnerschulen „Základní škola“ in Prag (Tschechien), „E.S.I. Santa Catalina de Alejandría“ in Jaén (Spanien), „Özel Nesibe Aydın Okulları“ in Ankara (Türkei) und „2College Durendael“ in Oisterwijk (Niederlande) zusammen unter dem Projektnamen „Different but Similar“ Interesse an anderen Ländern und Kulturen wecken und Vorurteile abbauen soll.
Jedes Jahr engagiert sich die Gesamtschule an Umweltprojekten und -wettbewerben, wie zum Beispiel beim Wuppertaler Piccobello-Tag und beim Wettbewerb „Müllennium an Schulen“ der Stadt Wuppertal. Sie wurde dreimal als „Schule der Zukunft 2009–2012 in NRW – Stufe 2“ im Rahmen der „Agenda 21 in der Schule“ ausgezeichnet. Im Rahmen des Projekts 'Stadt-Land-Fluss' stellen sich Schüler der Mittelstufe der 'Herausforderung'.

### Sekundarstufe I
Die Sekundarstufe I wird derzeit von über 1000 Schülern besucht und umfasst die Klassen 5 bis 10. Die Gesamtschule bietet im Wahlpflichtfach I(WPI) ab der sechsten Klasse die folgenden Unterrichtsfächer an:
- Darstellen und Gestalten
- Französisch
- Naturwissenschaften
- Arbeitslehre, Schwerpunkte: Technik/Wirtschaft oder Technik/Hauswirtschaft

Im Wahlpflichtfach II (WPII), die als Ergänzungsstunden behandelt werden, hat man ab der achten Klasse die Auswahl zwischen:
- Arbeitslehre/Technik
- Chemie
- Erziehung und Soziales
- Informatik
- Kulturelle Praxis
- Latein
- Practical English
- Sport

Ab der siebten Klasse wird das FE/GA-System in Englisch und in Mathematik angewendet. Dann ab der achten Klasse in Deutsch und ab der neunten in Chemie.

### Sekundarstufe II
Die Sekundarstufe II wird von über 300 Schüler besucht. In der gymnasialen Oberstufe werden als fortgeführte Fremdsprache Englisch, Latein und Französisch angeboten, als neu einsetzende Fremdsprachen Französisch und Russisch.
Vertiefungsfächer ergänzen die Pflichtfächer in der Einführungsphase und in der Qualifikationsphase 2. Sie werden in Deutsch, Mathematik und Englisch zweistündig angeboten und dienen der Stärkung der Basiskompetenzen in diesen Kernfächern.

#### Leistungskurse
Leistungskurse können in folgenden Fächern gewählt werden:
LK-Band 1:
- Deutsch
- Englisch
- Mathematik
- Biologie

LK-Band 2:
- Kunst
- Erdkunde
- Pädagogik
- Geschichte

## Abschlüsse
Folgende Abschlüsse bietet die Gesamtschule-Langerfeld an:
- Hauptschulabschluss nach Klasse 9 oder 10
- Fachoberschulreife (Mittlere Reife) / Fachoberschulreife mit Qualifikation nach Klasse 10
- Fachhochschulreife (Fachabitur) nach der Qualifikationsphase 1
- Allgemeine Hochschulreife (Abitur)

## Öffentlichkeitsarbeit
Der von Eltern gegründete „Verein der Freunde und Förderer der Gesamtschule Wuppertal Langerfeld e. V.“ unterstützt durch Mitgliedsbeiträge und Sponsorengelder die Schülervertretung, Schulprojekte und Arbeitsgemeinschaften.
Der im Jahre 1992 gegründete „Mensaverein an der Gesamtschule Langerfeld e. V.“ stellt täglich zirka 900 Essen her, eröffnete im März 2011 eine Cafeteria im Haus 4 und beliefert Einrichtungen (z. B. Kindergärten) in der näheren Umgebung.

## Schulpartnerschaften
Die Gesamtschule-Langerfeld pflegt Schulpartnerschaften zum Alfred-Schnittke-Lyzeum in Engels, Russland und zum XI Liceum Ogólnokształcące in Poznań (Posen), Polen.

## Verkehr
Die Schule ist fußläufig zirka 50 m von den nächsten Haltestellen des ÖPNV entfernt. Man erreicht die Schule mit den Buslinien 642, 632 und 606.